# Miss Saigon
Miss Saigon és un musical de Claude-Michel Schönberg i Alain Boublil, amb lletres de Boublil i Richard Maltby, Jr. És una adaptació moderna de l'òpera de Giacomo Puccini Madama Butterfly, i narra de manera similar la història tràgica d'un romanç maleït entre una dona asiàtica abandonada pel seu amant estatunidenc. La trama és recol·locada al Saigon de la dècada de 1970, durant la guerra de Vietnam, i la parella de Madame Butterfly formada per una geisha japonesa i un tinent americà és reemplaçada per un romanç entre un GI americà i una noia de bar vietnamita.
Va estrenar-se al Theatre Royal, Drury Lane de Londres el 20 de setembre de 1989, tancant el 30 d'octubre de 1999 després de 4.264 funcions. Va estrenar-se al Broadway Theatre de Nova York l'11 d'abril 1991 (tancà el 28 de gener del 2001, després de 4.092 funcions i 19 prèvies), i posteriorment s'estrenà en diverses ciutats més, així com en diverses gires.
El musical constitueix el segon major èxit del duet Schönberg & Boublil, després de Les Misérables el 1980. A l'abril del 2009, Miss Saigon encara estava situat a la 10a posició dels musicals de més llarga durada a Broadway.
El 3 de maig del 2014 es reestrena un nou muntatge de l'obra al teatre Prince Edward del West End de Londres, amb Eva Noblezada (Kim), Jon Jon Briones (Engineer), Alistair Brammer (Chris), Tamsin Carroll (Ellen), Hugh Maynard (John), Kwang-Ho Hong (Thuy) i Rachelle Ann Go (Gigi), batent rècords de recaptació i de nombre d'entrades venudes ja els primers dies de venda (rècord mundial de vendes amb 4.4 milions de lliures esterlines en un sol dia).

## Inspiració
La inspiració de l'espectacle va venir d'una fotografia, que Schönberg va veure en una revista. La foto mostrava a una mare vietnamita que deixa el seu fill a la porta de sortides de la Base Aèria de Tan Son Nhut per embarcar cap als Estats Units on el seu pare, un veterà del Vietnam, li podrà oferir una vida molt millor. Schönberg considerà aquesta acció de la mare cap al seu fill com el Sacrifici Final, una idea central per l'argument de Miss Saigon.
Entre els moments culminants del musical s'inclou l'evacuació dels darrers nord-americans des del terrat de l'Ambaixada de Saigon en helicòpters mentre que tot de vietnamites desesperats criden, la desfilada de la victòria del nou règim comunista i les nits boges al night club a l'albada de la desfeta.
Miss Saigon formà part de la gran influència europea a Broadway als 80, juntament amb Cats, The Phantom of the Opera i Les Misérables.

## Història de la producció
Miss Saigon va ser estrenat al Theatre Royal, Drury Lane de Londres el 20 de setembre de 1989, produïda per Cameron Mackintosh, tancant després de 4.264 funcions el 30 d'octubre de 1999. L'11 d'abril de 1991 s'estrenà al Broadway Theatre de Nova York, tancant el 28 de gener de 2001 després de 4.092 funcions. El musical representà el segon major èxit del duet Boublil&Schönberg, després de Les Misérables el 1980. A l'abril del 2009, Miss Saigon encara és el 10è musical que més temps s'ha representat a Broadway.
Des de la seva estrena a Londres, Miss Saigon s'ha produït en diverses ciutats del món, incloent Stuttgart i Toronto, on es construí un teatre específicament per allotjar l'espectacle. Al desembre de 1994 la producció de Londres esdevingué el musical més representat al Theatre Royal's (Drury Lane), desbancant el rècord de My Fair Lady.
Des de la seva estrena a Broadway el 1991 va ser considerat com el millor musical de l'any, sent un èxit tant de crítica com de públic. Trencà diversos rècords de Broadway, incloent el de venda anticipada d'entrades amb $24 milions, el preu d'entrada més car ($100) i de pagar als inversors en menys de 39 setmanes. Tot i això, no aconseguí el Premi Laurence Olivier de Millor Musical 1989/90 (guanyà Return to the Forbidden Planet) ni tampoc el Premi Tony 1991 (atorgat a The Will Rogers Follies).
El 1995 es realitzà un enregistrament de tota l'obra, combinant actors que l'havien interpretat en diverses produccions.
S'ha representat en 15 llengües (anglès, japonès, hongarès, alemany, holandès, danès, polonès, estonià, suec, coreà, búlgar, txec, finès, noruec i portuguès) i a 300 ciutats.

## Sinopsi

### Primer acte
Saigon, abril de 1975
És un divendres nit a Saigon, poc abans de la caiguda de la ciutat i al final de la retirada dels soldats americans de Vietnam. En un sòrdid club nocturn anomenat Dreamland, regentat per un notori euroasiàtic anomenat com “l'Engineer”, les noies vietnamites es preparen per al “concurs” de la nit, en el qual una guanyarà el títol de "Miss Saigon" – i després serà rifa entre els soldats. L'Engineer està dirigint els preparatius, urgint a les noies per anar a fora i prendre el que puguin per elles i per ell. És l'única possibilitat de poder guanyar alguns diners per subsistir i potser fins i tot aconseguir un passaport per sortir del país quan la ciutat caigui. Aquesta nit hi ha el debut d'una jove verge, Kim, “fresca del camp” (Overture).
El club està ple de marines americans, civils i oficials sudvietnamites. Entre ells hi ha dos G.I., Chris i John, que es volen emborratxar, fotre un clau o totes dues. Chris veu Kim i instantàniament l'agafa. El concurs és guanyat per Gigi, i és guanyada per un marine (The Heat Is On In Saigon). Mentre l'acció decau a l'escenari, Gigi s'ajunta amb les altres noies, que imaginen trobar un G.I. que se les emporti a una vida de somni a Amèrica, lluny d'aquest sòrdid night club i lluny del proper desastre que suposarà la caiguda de la ciutat a mans de l'Exèrcit Nord-vietnamita ("Movie In My Mind"). John intenta animar a Chris comprant-li a l'Engineer els serveis de Kim per una nit ("The Transaction"). Després d'una temptativa trobada, eventualment ballen junts i Kim ràpidament pren a Chris fora del club i el porta cap a la seva bruta i nua habitació ("The Dance").
Aquella nit més tard, amb Kim adormida però amb la ciutat cremant encara a la petita finestra, Chris reflecteix els seus sentiments confusos. Deixa uns diners per Kim, i surt cap al carrer. Allà, és empaitat per gent que demanen ajuda per sortir del país. Torna a l'habitació, i, mirant a Kim per darrera vegada, diu que mai no oblidarà el seu millor record del lloc ("Why God Why?").
Kim es lleva quan Chris es disposa a abandonar l'habitació. Refusa els diners que Chris li havia deixat, dient-li que és la primera vegada que dorm amb un home i li explica com va arribar allà ("This Money's Yours"). Chris decideix passar els seus darrers dies a Saigon amb ella ("Sun and Moon"). L'endemà, Chris telefona a John per donar-li les notícies: sortirà amb Kim, i passaran les pròximes 48 hores junts. John queda petrificat, ja que s'espera la invasió de l'exèrcit Nord-Vietnamita ("The Telephone Song"). Per poder passar junts la seva lluna de mel, Chris encara té una disputa amb l'Engineer per fer que Kim deixi les seves obligacions al club ("The Deal").
Les noies del bar preparen una cerimònia nupcial per a Chris i Kim ("Dju Vui Vai"), amb Gigi coronant-la com a l'autèntica Miss Saigon. Durant la cerimònia, Thuy, un cosí de Kim al que va ser promesa als 13 anys, arriba per emportar-se-la a casa. Thuy ha arribat a ser un oficial de l'Exèrcit Nord-Vietnamita. Està irat perquè l'ha trobat amb Chris ("Thuy's Arrival"). Els dos homes s'enfronten, traient les seves pistoles. Kim diu a Thuy que van arranjar el seu matrimoni quan ells dos eren uns nens i que ara és nul perquè els seus pares (que van ser els que van arranjar el matrimoni) són morts. Thuy marxa corrent. Chris admet que abandonarà Vietnam, però que s'emportarà a Kim amb ell. Chris i Kim s'abracen mentre recorden la nit on es van conèixer al club ("Last Night of The World").
Ciutat Ho Chi Minh, 1978
La història es mou fins al 1978 a Saigon (ara anomenat Ciutat Ho Chi Minh, on se celebra un festival pels carrers per celebrar el tercer aniversari de la reunificació del Vietnam i la derrota dels americans ("Morning of The Dragon"). Thuy, comissari al nou govern, ha ordenat als seus soldats que trobin a l'Engineer, que està en un procés de re-educació pel nou règim comunista. Thuy ordena a l'Engineer que trobi a Kim i li torni. Kim viu com pot. Està totalment enamorada de Chris i creu que tornarà a Vietnam per rescatar-la. Simultàniament, veiem a Chris al llit amb la seva dona americana, Ellen. Ellen sembla que sap que hi ha quelcom en el passat de Chris que el turmenta, i de sobte, ell adormit diu "Kim". Ella el consola, i les dues dones parlen de la seva devoció cap a Chris als dos costats del món ("I Still Believe").
L'Engineer troba a Kim i fa que Thuy hi vagi. Thuy li demana que vagi amb ell i sigui la seva dona. Ella el rebutja, i sorprèn a Thuy ensenyant-li a Tam, el fill de Chris, de dos anys. Thuy diu que Kim és una traïdora i que Tam és un enemic, i intenta matar-lo amb un ganivet. Kim treu la pistola de Chris i mata a Thuy per protegir a Tam ("You Will Not Touch Him"). Kim fuig amb Tam mentre que la desfilada segueix al carrer ("This Is The Hour").
Kim corre cap a l'Engineer i li diu el que ha fet ("If You Want to Die In Bed"). En un inici, l'Engineer rebutja ajudar-la fins que sap que el pare de Tam és americà ("Let Me See His Western Nose") i veu en el nen el seu passaport cap als Estats Units. Li diu a Kim que des d'aquell moment és l'oncle del nen, i que marxaran cap a Bangkok. Kim plora davant Tam i li promet que ella se sacrificaria per donar-li una vida millor, i finalment s'uneixen a un grup de refugiats que s'embarquen ("I'd Give My Life for You").

### Segon acte
Atlanta, 1978
John ara treballa en una organització d'ajuda la missió de la qual és trobar als Bui-Doi (nens fills d'americans i abandonats al Vietnam) i reunir-los amb els seus pares. John parla en una conferència, on ell i d'altres veterans exposen el problema al públic ("Bui Doi"). Després de la presentació, John parla amb Chris i li diu que Kim està viva. Vol dir-li també que té un fill, però Ellen no en sap res de Kim. John li diu que vagi a Bangkok amb Ellen per trobar-se amb Kim, i Chris finalment li explica la situació ("The Revelation").
Bangkok, 1978
L'Engineer treballa com a porter d'un club, atraient als turistes, on hi balla Kim ("What A Waste"). Chris, Ellen i John viatgen a Bangkok per trobar a Kim. John els troba, i Kim se sorprèn en saber que Chris és a Bangkok. John intenta explicar-li que Chris està casat, però Kim l'interromp, creient que ella marxarà a Amèrica amb Chris. John es meravella per la fe absoluta que té Kim cap a Chris i no li vol trencar el cor, prometent-li només que li portarà a Chris ("Please").
Mentre que John marxa per portar-li en Chris a Kim, l'Engineer diu a Kim que vagi ella tota sola a trobar en Chris perquè dubta que Chris hi vagi ("Chris Is Here"). Mentre Kim es prepara, s'apareix el fantasma de Thuy, espantant-la i dient-li que Chris la trairà com ja va fer la nit que Saigon va caure. Kim pateix un horrible flashback que la porta a aquella nit ("Kim's Nightmare").
Saigon, abril de 1975
Chris i Kim planegen fugir junts a mesura que el Viet Cong s'apropa i Saigon cada cop més és un caos. Chris ha d'anar a l'ambaixada i li deixa la seva pistola a Kim, dient-li que l'empaqueti per estar a punt per quan hagin de marxar. Gairebé immediatament, quan Chris entra a l'ambaixada, es tanquen les portes i arriben les ordres de Washington per a procedir a l'evacuació total dels americans. L'ambaixador ordena que no es permeten més vietnamites a l'ambaixada. Encara que Kim arriba a les portes, és una més dins la multitud de vietnamites atemorits que intenten fugir. Chris intenta parlar amb Kim, i està a punt d'anar enmig de la gent histèrica per buscar-la. Els americans no li deixen fer-ho i John ha de donar un cop a la cara de Chris per evitar que surti. Chris puja al darrer helicòpter que abandona Saigon mentre que Kim el veu marxar ("The fall of Saigon").
Bangkok, 1978
Kim es vesteix contenta ("Sun and Moon: Reprise") i va cap a l'habitació de l'hotel de Chris, on es troba a Ellen. Ellen li diu que és la dona de Chris. Kim queda en xoc i amb el cor trencat. Somia en la nova vida de Tam a Amèrica i es sobta quan Ellen rebutja emportar-se'l als Estats Units, dient que Tam necessita a la seva veritable mare... a més del fet que Ellen vol la seva pròpia vida i el seu fill amb Chris. Kim li demana que Chris li digui això a la cara ("Room 317"). Ellen se sent malament per Kim, però expressa la seva determinació a mantenir Chris al seu costat ("It's Her or Me" o "Now That I've Seen Her"). Chris torna a l'habitació amb John, després de no trobar a Kim, i queda horroritzat quan Ellen li dona un ultimàtum: Kim o ella. Chris plorant li parla de la seva experiència a Vietnam. Ploren pel seu amor, i acorden deixar Tam amb Kim a Bangkok i ajudar-los monetàriament des d'Amèrica, amb John advertint-los que Kim no acceptarà que Tam es quedi a Tailàndia ("The Confrontation"). Kim menteix a l'Engineer dient-li que aniran a Amèrica ("Paper Dragons"), i l'Engineer, creient que els seus somnis es faran realitat, s'imagina la seva extravagant vida a Amèrica ("The American Dream").
Kim diu a Tam que ara serà feliç perquè ara tindrà un pare. Li demana que mai l'oblidi, i li diu que sempre l'estarà veient ("The Sacred Bird"/"Little God Of My Heart"). Després d'acomiadar-se de Tam, va darrere d'una cortina i es dispara. Chris, Ellen, l'Engineer i John entren corrent a l'habitació quan senten el tret i es troben a Kim mortalment ferida a terra. Chris corre cap a Kim i l'agafa als seus braços. Amb el cor trencat, li pregunta per què ho ha fet, i ella li explica que els déus l'han guiat fins al seu fill. Kim mor en braços de Chris ("Finale"). En algunes produccions, Ellen obre els braços a Tam, perquè així el sacrifici de Kim no hagi estat en va. En altres, Chris abraça Kim mentre que Ellen, John, Tam i l'Engineer s'ho miren des de la distància.

## Personatges principals
- The Engineer - anomenat Tran Van Dinh, un sòrdid però còmic proxeneta, amo del "Dreamland"
- Kim - una noia adolescent, orfe de fa poc i que es veu obligada a treballar al "Dreamland".
- Chris - un sergent estatunidenc destinat al Vietnam
- John - amic de Chris, també soldat
- Thuy - cosí de Kim. Van ser promesos pels seus pares amb 13 anys. Arriba a ser oficial del govern comunista vietnamita
- Ellen - l'esposa estatunidenca de Chris
- Tam - el fill de 3 anys de Kim i Chris

## Números musicals
| Primer Acte - Overture/Backstage Dreamland - Gigi, Kim, The Engineer, noies del bar - The Heat is On in Saigon - Soldats, noies del bar, The Engineer, Kim, John, Chris, Gigi - The Movie in my Mind - Gigi, Kim, noies del bar - The Transaction - The Engineer, John, soldats, Chris, Kim - The Dance - Kim, Chris, The Engineer - Why God Why? - Chris - This Money's Yours - Chris, Kim - Sun and Moon - Kim, Chris - The Telephone Song - Chris, John - The Deal - The Engineer, Chris - The Wedding Ceremony - Gigi, Kim, noies del bar, Chris - Thuy's Arrival - Thuy, Chris, Kim - Last Night of the World - Chris, Kim - The Morning of the Dragon - Soldats, The Engineer, Guardia 1, Guardia 2, Thuy - I Still Believe - Ellen, Kim - Back in Town - The Engineer, Kim, Thuy, Soldats - Thuy's Death/You Will Not Touch Him - Thuy, Kim - This is the Hour - Cor - If You Want to Die in Bed - The Engineer - Kim and Engineer ("Let me see his Western nose") - Kim, The Engineer - I'd Give My Life for You - Kim | Act 2 - Bui Doi - Chorus, John - The Revelation - Chris, John - What a Waste - The Engineer, gent de Bangkook, turistes, John, Kim - Please - John, Kim - Chris is Here - The Engineer, Kim, amo del Club, John - Kim's Nightmare - Thuy - Fall of Saigon - Soldats, Chris, Kim, John, ciutadans de Saigon - Sun and Moon (Reprise) - Kim - Room 317 - Kim, Ellen - Now That I've Seen Her - Ellen - The Confrontation - Chris, Ellen, John - Paper Dragons - The Engineer, Kim - The American Dream - The Engineer - This is the Hour (Reprise) - Kim - Finale - Chris, Kim |

## Repartiments
| Repartiment Original de London - Jonathan Pryce - The Engineer - Lea Salonga - Kim - Simon Bowman - Chris - Peter Polycarpou - John - Claire Moore - Ellen - Keith Burns - Thuy - Isay Alvarez - Gigi - Monique Wilson - Bar Girl/Kim alternate - Allen Evangelista, Wasseem Hamdan, David Platt - Tam (alternatius) - Ruthie Henshall, Pinky Amador - Bar Girl | Repartiment Original de Broadway - Jonathan Pryce - The Engineer - Lea Salonga - Kim - Willy Falk - Chris - Hinton Battle - John - Liz Callaway - Ellen - Marina Chapa - Gigi - Barry K. Bernal - Thuy - Brian R. Baldomero, Philip Lyle Kong, Vivian King - Tam (alternatius) | L'Enregistrament Complert - Kevin Gray - The Engineer - Joanna Ampil - Kim - Peter Cousens - Chris - Hinton Battle - John - Charles Azulay -Thuy - Ruthie Henshall - Ellen - Sonia Swaby- Gigi |  |

## Premis i nominacions

### Producció original de Londres
| Any  | Premi                  | Categoria                | nominat         | Resultat   |
| ---- | ---------------------- | ------------------------ | --------------- | ---------- |
| 1989 | Premi Laurence Olivier | Millor Musical           | Millor Musical  | nominat    |
| 1989 | Premi Laurence Olivier | Millor Actor de Musical  | Jonathan Pryce  | GUANYADOR  |
| 1989 | Premi Laurence Olivier | Millor Actriu de Musical | Lea Salonga     | GUANYADORA |
| 1989 | Premi Laurence Olivier | Millor Director          | Nicholas Hytner | nominat    |

### Premis Tony 1991
Encara que Miss Saigon es presentà a la gala dels Tonys de 1991 amb 11 nominacions, i sent el clar favorit per emportar-se el de  Millor Musical, va ser superat pel musical nord-americà The Will Rogers Follies en gairebé tots els premis principals, tot i que Lea Salonga, Jonathan Pryce i Hinton Battle van ser premiats.
- Millor Musical
- Millor Llibret de Musical
- Millor Partitura Original
- Millor Actor de Musical – Jonathan Pryce (GUANYADOR)
- Millor Actriu de Musical – Lea Salonga (GUANYADOR)
- Millor Actor de Repartiment de Musical – Hinton Battle (GUANYADOR)
- Millor Actor de Repartiment de Musical – Willy Falk
- Millor Escenografia de Musical (John Napier)
- Millor Il·luminació de Musical (David Hersey)
- Millor Coreografia
- Millor Direcció de Musical (Nicholas Hytner)

### Premi Drama Desk1991
- Actor de Musical Més Destacat – Jonathan Pryce (GUANYADOR)
- Actriu de Musical Més Destacada - Lea Salonga (GUANYADORA)
- Orquestracions Més Destacades - William David Brohn (GUANYADOR)
- Il·luminació Més Destacada - David Hersey (GUANYADOR)

### Altres premis
- Premi Theatre World - Lea Salonga (GUANYADORA)
- Premi Helpmann (Austràlia) – Millor Actriu de Musical 2007 - Laurie Cadevida[8]
- Premi Aplaudiment (Los Angeles) – Millor Musical 2008[9]